# Kena Lorenzini
María Eugenia Lorenzini Lorenzini (Talca, 1959), más conocida como Kena Lorenzini, es una psicóloga, fotógrafa, curadora, feminista, activista y política chilena de tendencia progresista por los derechos de la mujer que ha incursionado principalmente en el arte contemporáneo .

## Primeros años
Nació el 17 de abril de 1959. Miembro de una familia católica y democratacristiana que apoyó el golpe de Estado del 11 de septiembre de 1973. Terminó la educación secundaria en el Liceo Blanco Encalada de Talca, su ciudad natal, en 1976.
Actualmente es de izquierda y hasta marzo de 2022 militó en el partido Revolución Democrática del Frente Amplio. Es lesbiana. Abandonó el catolicismo a los 25 años.

## Vida profesional
Ingresó al ámbito de la fotografía de manera autodidacta y realizó su debut en 1980; ha trabajado desde entonces en varias publicaciones como las revistas Análisis, Hoy y Pluma y Pincel, y en el diario La Nación. Su trabajo toma como inspiración al arte urbano presente en Chile desde la década de 1970, pasando por la Dictadura de Augusto Pinochet hasta la reinterpretación de la cultura urbana presente en ciudad contemporánea.
El 16 de mayo de 2021 con tercera mayoría de votos se convirtió en concejala de Ñuñoa, comuna en la cual también reside. Los tres ejes de su programa que llevará a cabo en su gestión son una concejalía colectiva y feminista, personas mayores activas e integradas y Memoria de Derechos Humanos.

### Exposiciones y distinciones
Ha participado en varias exposiciones individuales y colectivas durante su carrera, entre ellas el CowParade  Santiago (2006), las muestras Chile, geografía de niños en el Palacio de La Moneda (2000), Historia de Chile a través de la fotografía en el Museo de Bellas Artes de Chile (2010) y Fragmentos / Memorias / Imágenes.  Santiago 2009 "Visible/invisible", Goethe Institut- Centro Cultural Palacio La Moneda curada por Montserrat Rojas Corradi, A 40 años del Golpe en el Museo de la Memoria y los Derechos Humanos (2013), entre otras exposiciones.
El año 2010 ganó el Premio Altazor de las Artes Nacionales en la categoría fotografía por Visible/invisible junto a Helen Hughes y Leonora Vicuña. curada por Montserrat Rojas Corradi.

## Controversias
En octubre de 2021 Lorenzini fue denunciada por una asesora por conductas de acoso laboral. Los antecedentes fueron presentados ante el Tribunal Metropolitano del partido Revolución Democrática y en paralelo se abrió un sumario en la municipalidad de Ñuñoa. La denunciante señaló que mientras cumplía con sus labores recibió maltratos verbales de la concejala, así como comentarios de carácter sexual. A raíz de la denuncia, renunció a la presidencia de la Comisión de Género de Ñuñoa. El sumario realizado por la municipalidad acreditó que Lorenzini ejerció acoso laboral y malos tratos contra la asesora. Dado que a los concejales no les son aplicables las normas que rigen a los funcionarios municipales, salvo en materia civil o penal, la Fiscalía Municipal no pudo formular cargos en contra de la denunciada ni proponer alguna sanción. Debido a esto, semanas después la denunciante renunció a su trabajo en la municipalidad.
Producto de la controversia generada, el 31 de marzo de 2022 Lorenzini anunció su renuncia a Revolución Democrática. En tanto, el Tribunal Metropolitano de Revolución Democrática decretó su expulsión del partido, decisión que fue confirmada por el Tribunal Supremo de la colectividad. Lorenzini presentó un recurso de protección en contra la sentencia, el que fue declarado inadmisible por la Corte de Apelaciones de Santiago.

## Historial electoral

### Elecciones parlamentarias de 2017
- Elecciones parlamentarias de 2017, a senador por la 9° Circunscripción, Región del Maule (Cauquenes, Chanco, Colbún, Constitución, Curepto, Curicó, Empedrado, Hualañé, Licantén, Linares, Longaví, Maule, Molina, Parral, Pelarco, Pelluhue, Pencahue, Rauco, Retiro, Río Claro, Romeral, Sagrada Familia, San Clemente, San Javier, San Rafael, Talca, Teno, Vichuquén, Villa Alegre, Yerbas Buenas)*[25]

| Candidato                         | Pacto                    | Partido | Votos  | %      | Resultados |
| --------------------------------- | ------------------------ | ------- | ------ | ------ | ---------- |
| Juan Antonio Coloma Correa        | Chile Vamos              | UDI     | 58 616 | 15,85% | Senador    |
| Juan Castro Prieto                | Chile Vamos              | IND-RN  | 54 480 | 14,73% | Senador    |
| Andrés Velasco Brañes             | Sumemos                  | CIU     | 38 862 | 10,50% |            |
| Ximena Rincón González            | Convergencia Democrática | PDC     | 38 750 | 10,48% | Senadora   |
| Álvaro Elizalde Soto              | La Fuerza de la Mayoría  | PS      | 30 914 | 8,36%  | Senador    |
| Andrés Zaldívar Larraín           | Convergencia Democrática | PDC     | 29 598 | 8,01%  |            |
| Rodrigo Galilea Vial              | Chile Vamos              | RN      | 28 221 | 7,63%  | Senador    |
| Alfredo Sfeir Younis              | Frente Amplio            | IND-PL  | 21 142 | 5,72%  |            |
| Jorge Tarud Daccarett             | La Fuerza de la Mayoría  | PPD     | 14 095 | 3,81%  |            |
| María Eugenia Lorenzini Lorenzini | Frente Amplio            | RD      | 4781   | 1,29%  |            |

### Elecciones municipales de 2021
- Elecciones municipales de 2021 para el concejo municipal de Ñuñoa[26]

| Candidato                         | Pacto                         | Partido | Votos | %    | Resultado |
| --------------------------------- | ----------------------------- | ------- | ----- | ---- | --------- |
| Alejandra Valle Salinas           | Frente Amplio                 | ILXS    | 6836  | 6,48 | Concejala |
| Mireya del Río Barañao            | Chile Digno, Verde y Soberano | PCCh    | 5032  | 4,77 | Concejala |
| María Eugenia Lorenzini Lorenzini | Frente Amplio                 | RD      | 4413  | 4,18 | Concejala |
| Camilo Brodsky Bertoni            | Chile Digno, Verde y Soberano | ILM     | 4031  | 3,82 | Concejal  |
| Deborah Carvallo Contreras        | Ecologistas e Independientes  | PEV     | 3450  | 3,27 | Concejala |
| Julio Martínez Colina             | Chile Vamos                   | UDI     | 3058  | 2,90 | Concejal  |
| Daniela Bonvallet Setti           | Chile Vamos                   | ILXK    | 3036  | 2,88 | Concejala |
| Germán Sylvester Frías            | Chile Vamos                   | RN      | 2944  | 2,79 | Concejal  |
| Maite Descouvieres Vargas         | Unidos por el Apruebo         | PS      | 2627  | 2,49 | Concejala |
| Vicente Gutiérrez Berber          | Frente Amplio                 | RD      | 2835  | 2,69 |           |
| Verónica Chávez Gutiérrez         | Frente Amplio                 | CS      | 2407  | 2,28 | Concejala |

### Elecciones municipales de 2024
- Elecciones municipales de 2024 para el concejo municipal de Ñuñoa[27]

| Candidato                         | Pacto                                            | Partido | Votos | %     | Resultado |
| --------------------------------- | ------------------------------------------------ | ------- | ----- | ----- | --------- |
| Daniela Bonvallet Setti           | Chile Vamos Renovación Nacional - Independientes | RN      | 11274 | 7,93% | Concejala |
| Guido Benavides Araneda           | Chile Vamos Renovación Nacional - Independientes | RN      | 10720 | 7,54% | Concejal  |
| Alejandra Valle Salinas           | Por Chile, Seguimos                              | PCCh    | 9400  | 6,61% | Concejala |
| Verónica Chávez Gutierrez         | Por Chile, Seguimos                              | FA      | 6355  | 4,47% | Concejala |
| Carlos Vega Cifuentes             | Republicanos e Independientes                    | PRCh    | 6077  | 4,27% | Concejal  |
| Andres Argandoña Besaoin          | Por Chile, Seguimos                              | FA      | 6074  | 4,27% | Concejal  |
| Mireya del Rio Barañao            | Por Chile, Seguimos                              | PCCh    | 5366  | 3,77% | Concejala |
| Miroslava Petrova-Goutieres       | Por Chile, Seguimos                              | FA      | 4978  | 3,50% |           |
| Nicolás Saldivia Niklitschek      | Chile Vamos UDI-Evópoli e Independientes         | UDI     | 3843  | 2,70% | Concejal  |
| Maite Descouvieres Vargas         | Chile Mucho Mejor                                | PS      | 3641  | 2,56% | Concejala |
| Paulette Lhuissier Escobar        | Por Chile, Seguimos                              | FA      | 3554  | 2,50% |           |
| Alvaro Salles Rojas               | Por Chile, Seguimos                              | FA      | 3352  | 2,36% |           |
| Germán Sylvester Frias            | Chile Vamos Renovación Nacional - Independientes | RN      | 3093  | 2,18% |           |
| María Ximena Aros Espinoza        | Republicanos e Independientes                    | PRCh    | 3076  | 2,16% | Concejala |
| María Eugenia Lorenzini Lorenzini | Chile Mucho Mejor                                | PPD     | 1065  | 0,75% |           |

## Galería

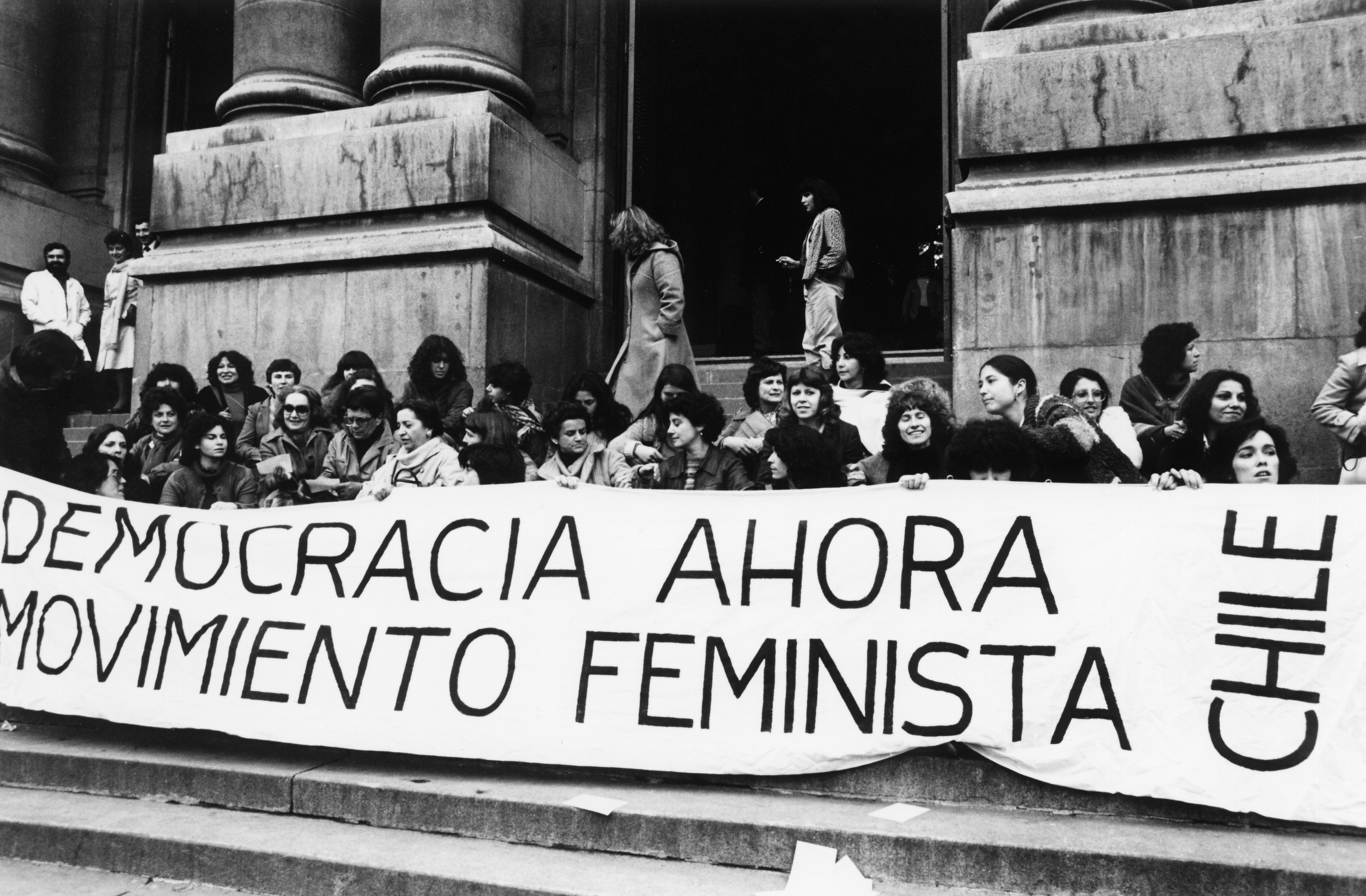
Feministas se manifiestan durante la dictadura
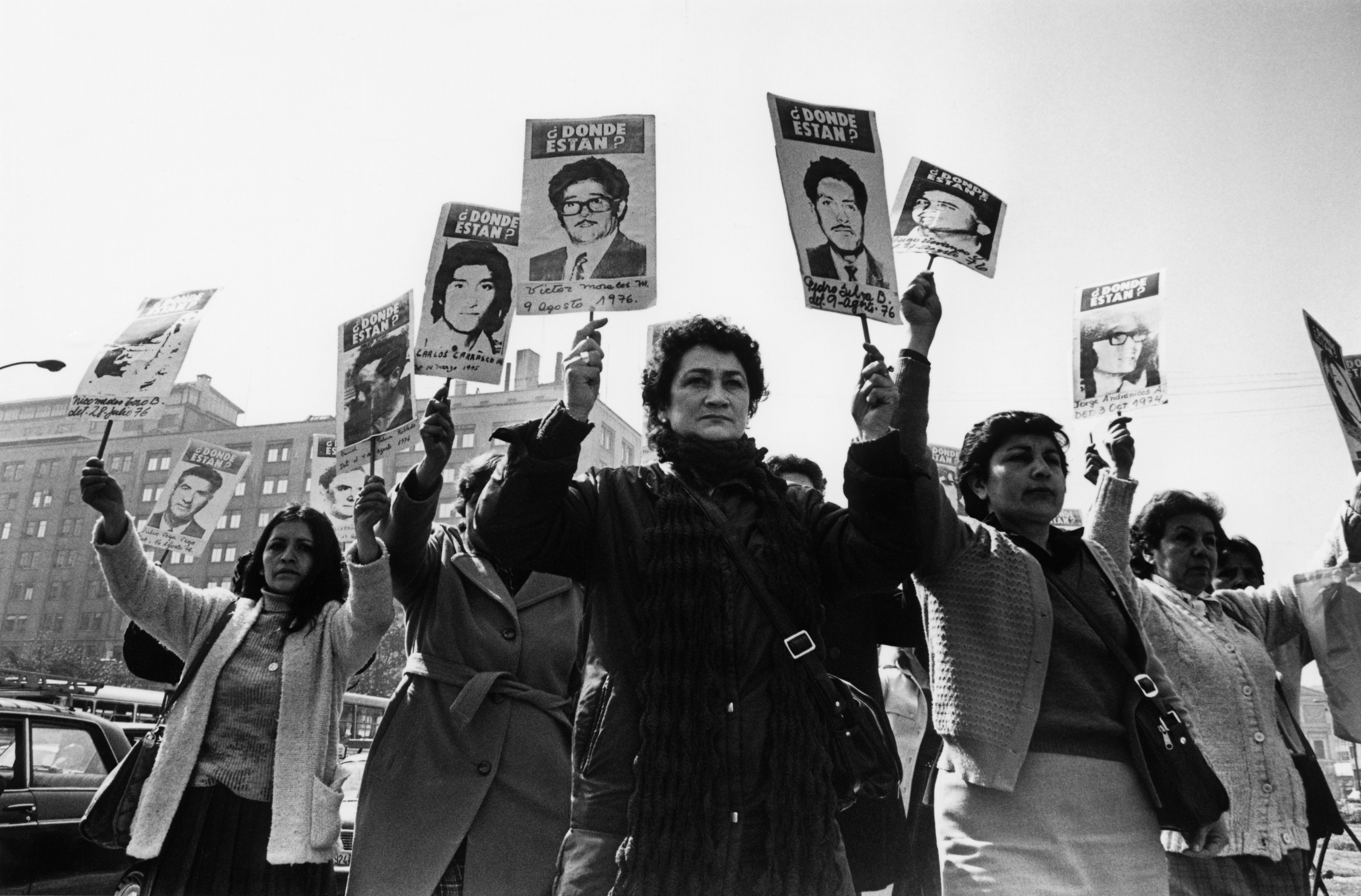
Manifestación de familiares de detenidos desaparecidos en plena dictadura militar

## Publicaciones
- Nuestra urgencia x vencer. Fotografías de lucha de mujeres contra la dictadura junto a Cynthia Shuffer
- La hora cero de la democracia en Chile. Fotografía de inicios de los 90 junto a Cynthia Shuffer
- Fragmento fotográfico, arte, narración y memoria. Chile 1980 - 1990 (2006).
- Marcas crónicas / fotografías de Kena Lorenzini (2010).
- Parejas lésbicas: tramas del sufrimiento y emergencia de nuevos imaginarios en la subjetividad femenina (2010).
- Diversidad sexual: 10 años de marchas en Chile (2011).
- Todas íbamos a ser reinas: Michelle Bachelet (2011).
- " Visible/invisible: Hughes/Lorenzini/Vicuña: tres fotógrafas durante la dictadura militar".  Editorial Ocho Libros (2012). Montserrat Rojas Corradi, Laura González, Mario Fonseca.